# Porphyrophora akirtobiensis
Porphyrophora akirtobiensis är en insektsart som beskrevs av Jashenko 1989. Porphyrophora akirtobiensis ingår i släktet Porphyrophora och familjen pärlsköldlöss.
Artens utbredningsområde är Kazakstan. Inga underarter finns listade i Catalogue of Life.